# Stomacarus abresi
Stomacarus abresi är en kvalsterart som beskrevs av Lee 1981. Stomacarus abresi ingår i släktet Stomacarus och familjen Acaronychidae. Inga underarter finns listade i Catalogue of Life.